# Steven Meisel
Steven Meisel (New York, 5 giugno 1954) è un fotografo statunitense, uno dei più celebri fotografi di moda al mondo. Ha ottenuto fama e successo per i suoi servizi fotografici e copertine per Vogue USA, Vogue Italia e L'Uomo Vogue e per aver fotografato Madonna nel 1992 nel libro Sex.

## Biografia
Da piccolo, Meisel disegnava in continuazione: non voleva giocare, ma soltanto disegnare figure femminili. Sfogliava riviste di moda come Vogue e Harper's Bazaar, traendone ispirazione per i propri disegni. Sognava signore dell'alta società di allora come Gloria Guinness e Babe Paley, rappresentando esse ai suoi occhi l'unione della bellezza e dell'aristocrazia. Altri esempi ai quali si ispirava erano la madre e la sorella.
Da ragazzo era ossessionato da modelle quali Twiggy, Veruschka e Jean Shrimpton. A 12 anni era solito far chiamare da amiche le agenzie di modelle di New York: queste si fingevano segretarie del fotografo Richard Avedon, per ottenere foto delle modelle più celebri. Per incontrare Twiggy, il dodicenne Meisel andò nello studio di Melvin Sokolsky. Ha studiato alla High School of Art and Design e alla Parsons School of Design, dove ha seguito vari corsi ma, come dichiarato in un'intervista rilasciata all'edizione francese della rivista Vogue, scelse la carriera di illustratore di moda eccellendo in questo campo.
Uno dei suoi primi lavori fu quello di illustratore per lo stilista Halston. Non aveva mai pensato di dedicarsi alla fotografia. Ammirava fotografi come Jerry Schatzberg, Irving Penn, Richard Avedon e Bert Stern. In seguito, lavorando come illustratore per una collezione femminile, andò all'agenzia Elite, iniziando a fare provini fotografici per le loro modelle. Scattava foto nel suo appartamento a Gramercy Park oppure per strada: durante la settimana lavorava alle collezioni e nei fine settimana con le modelle. Una di loro era Phoebe Cates. Alcune di queste modelle portarono le foto fatte da Meisel alla redazione di Seventeen; i redattori della rivista, colpiti dalle foto di Meisel, si accordarono per lavorare con lui.
Meisel ha lavorato per molte riviste di moda, tra cui le "bibbie" della moda Vogue USA e Italia. Per Vogue Italia è stato l'unico fotografo per la copertina durante gli ultimi 15 anni. Il suo studio è situato a New York al 64 di Wooster street a SoHo, ma affitta spesso i locali presso lo studio Pier59 nella stessa città. È accreditato della scoperta di molte top model, tra cui Linda Evangelista, che ha spesso cambiato look su consiglio di Meisel. Ha portato alla fama Heather Bratton e Coco Rocha ritraendole spesso su Vogue Italia. Tra le sue muse possono essere citate Stella Tennant, Karen Elson e Kristen McMenemy. Successivamente Meisel è stato particolarmente affascinato da nuove modelle quali Lily Donaldson, Lydia Hearst, Hannelore Knuts, Missy Rayder e Elise Crombez.
Il successo di Meisel è in parte dovuto all'apprezzamento per il suo stile fotografico da parte di due regine del fashion system: le direttrici di Vogue Italia e Vogue USA, rispettivamente Franca Sozzani e Anna Wintour. Ha curato campagne pubblicitarie per Gianni Versace, Valentino, Dolce & Gabbana, Calvin Klein (per il quale ha creato dei servizi fotografici molto controversi), Prada, Louis Vuitton, Max Mara, Lanvin, Mulberry e Anna Sui, della quale è grande amico. È stato l'artefice delle carriere di molte modelle utilizzate nelle campagne per Gianni Versace, così come i parrucchieri Oribe Canales, Garren and Guido e i truccatori Kevyn Aucoin, François Nars, Laura Mercier e Pat McGrath. Meisel è rappresentato dall'agenzia Art + Commerce.

## Vita privata
Raramente si lascia intervistare o fotografare. È uno dei pochi che non ha un solo libro dedicato soltanto alle sue opere. Un libro che raccoglieva alcune sue foto intitolato Steven Meisel fu pubblicato in Germania nel 2003.